# El maleficio de la mariposa
El maleficio de la mariposa es la primera obra teatral del poeta Federico García Lorca, miembro de la generación del 27. Escrita en verso, fue estrenada el 22 de marzo de 1920 en el Teatro Eslava de Madrid, dentro de la programación del Teatro de arte de Gregorio Martínez Sierra y su esposa, María de la O Lejárraga. Con solo cuatro representaciones, muy mal recibidas por el público, con abucheos incluidos, supuso un total fracaso para su autor. El texto, escrito en verso, es una parábola sobre la frustración, el amor y la muerte; temas recurrentes en la obra de Lorca. Está protagonizada por unos insectos -cucarachas o "curianitas"- que proporcionan a la historia un ambiente inquietante, con aires de cuento infantil, pero en cuyo seno se encierra un drama profundamente humano, tal y como se advierte en el prólogo:

¿Por qué os causan repugnancia algunos insectos limpios y brillantes que se mueven graciosamente entre las hierbas? ¿Y por qué a vosotros los hombres, llenos de pecados y vicios incurables, os inspiran asco los buenos gusanos que pasean tranquilamente por la pradera tomando el sol en la mañana tibia? ¿Qué motivo tenéis para despreciar lo ínfimo de la Naturaleza? […] Dile al hombre que sea humilde. ¡Todo es igual en la Naturaleza!

Fue estrenada con figurines de Rafael Barradas y decorados de Mignoni tras ser rechazados los decorados de Barradas por La Argentinita, que realizaba los danzables de la obra en el papel principal de mariposa. La obra contó también con música incidental de Edvard Grieg, instrumentada por José Luis Lloret.

## Argumento
Los personajes de la obra son Curianito, el Nene; Doña Curiana, madre de Curianito; Curiana nigromántica; Doña Orgullos, madre de Curianita Silvia; Curianita Silvia; Alacranito, el cortamimbres; Mariposa; Curianita Santa; Curianas guardianas; Gusano número 1; Gusano número 2; Gusano número 3; Curianas campesinas.
En una comunidad de curianitas -o sea, cucarachas- destaca Curianito por su vocación poética, lo que hace que sea despreciado por el resto de los personajes, entre ellos su madre y su pretendiente, la Curianita Silvia, a la que él rechaza sistemáticamente. La llegada de una mariposa con el ala rota, moribunda, supondrá un gran cambio para la visión que tiene del mundo Curianito, que se enamorará profundamente. En el momento en que se declara, muere la mariposa en una danza (que en la representación encarnó La Argentinita), lo que provoca a su vez la trágica muerte de Curianito.